# Gökstenritzung
Die Gökstenritzung (Samnordisk runtextdatabas Sö 327) befindet sich auf einem Runenblock aus Granit in Näsbyholm bei Strängnäs in Södermanland in Schweden. Wegen des Vogelmotivs wird er auch „Gåssten“ (Gänsestein) genannt. Der Block ist bekannt für seine überladenen Runen- und Felsritzungen, die im Vergleich zu den ähnlichen Sigurdsteinen in der Nähe als primitive Kopie betrachtet werden.
Die Ritzung zeigt Szenen aus dem Leben des nordischen Sagenhelden Sigurd Fafnesbane. Außerhalb der Runenschlinge, am unteren Rand, ist Sigurd dargestellt, der mit beiden Händen das Schwert Gram in den Körper des Lindwurms Fafnir bohrt. Links über der Schlinge ist Fafnirs Bruder Otr darstellt, der von Loki getötet wurde.
Der Schmied Reginn, Sigurds Pflegevater, wird mit einem Hammer in der einen und einem Schwert in der anderen Hand dargestellt. In der oberen Ecke sind ein Amboss und ein Doppelbalg abgebildet. Unterhalb des Schmiedes finden sich ein Falke und ein kopfloser Körper, der als der von Sigurd erschlagene Reginn interpretiert wird. In der Bildmitte steht das Pferd Grani, das mit Fafnirs Schätzen beladen auf Sigurd wartet. Im Zentrum der Bildfläche steht ein großes Kreuz, als Zeichen dafür, dass die Ritzung aus christlicher Zeit stammt. Ganz rechts ist der Kopf der Schlange nach innen gerichtet.
Die Inschrift kann nur teilweise interpretiert werden, da der unbekannte Runenmeister durch eine rätselhafte Schrift seine Fähigkeiten unter Beweis stellen wollte. Es kann auch sein, dass der Ritzer nicht sehr sachkundig war, da er „diesen Stein errichtet“ schrieb, obwohl die Ritzung in einen unbewegten Steinblock erfolgt. Die fantasievollen Figuren haben nichts mit dem Text zu tun, der in der zweiten Hälfte des 11. Jahrhunderts  verfasst wurde. Er lautet:
„… (I) uraRi: kaum: isaio: raisti: stai: ain: þani: at :: þuaR: fauþr: sloþn: kbrat: sin faa… ul (i) • hano: msi“
Es gibt zwei Interpretationen des Textes:
- „Roar, Gumes Sohn, errichtete diesen Stein für Audar, Slodes Vater, und für seinen Vater. Gold tauschte er im Land der Semgallen.“
- „Isaio errichtete den Stein, allein, für Thuar, Slodes Vater, und Brand, sein Vater … (Die Runen ritzte) Iurar in Kaum.“

Gökstenritzung
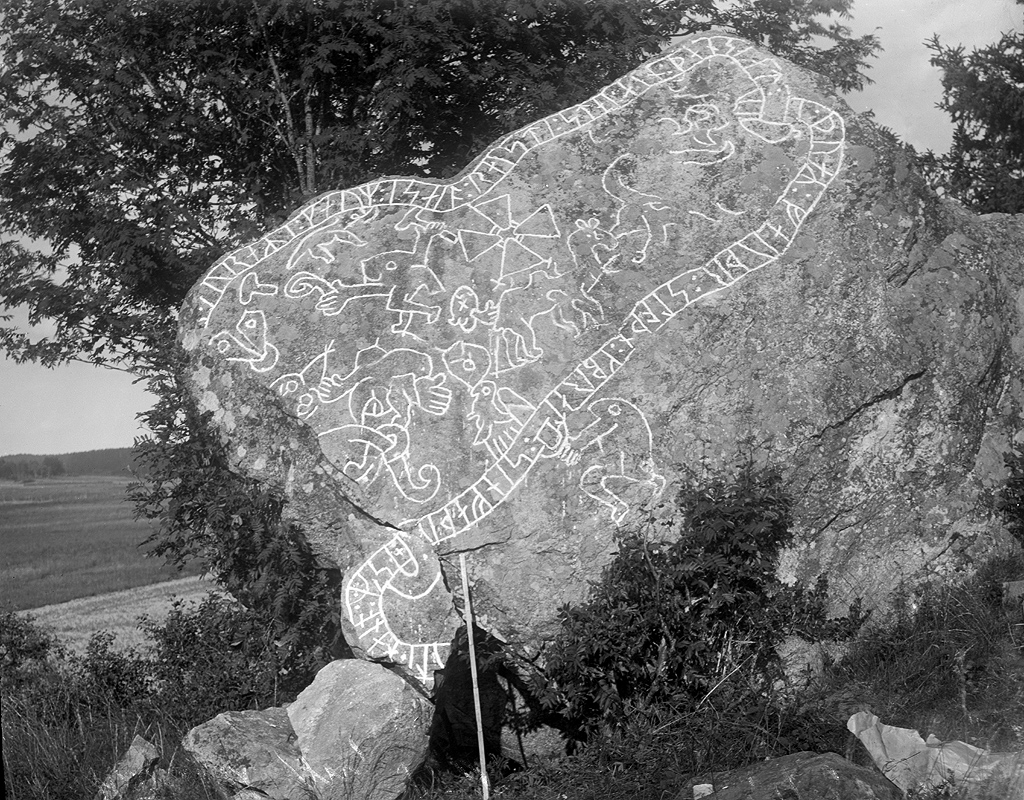
Zustand 1922
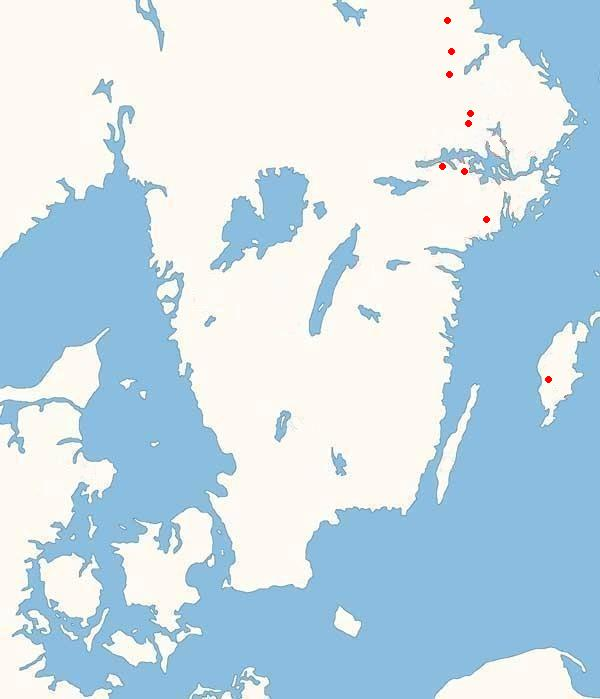
Sigurdsteine

Unterhalb des Steins befinden sich Steinstücke mit Ritzungen, die vom Block stammen.
Vergleichbare Darstellungen aus der Sigurd-Sage sind von sechs weiteren Runensteinen in Schweden bekannt, die zusammenfassend als Sigurdsteine bezeichnet werden: Sö 101, U 1163, Bo NIYR;3, U 1175, Gs 9 und Gs 19.